# Institut für Transportation Design
Das Institut für Transportation Design (ITD) ist ein Institut der Hochschule für Bildende Künste Braunschweig (HBK).

## Geschichte
Das Institut für Transportation Design wurde im Juni 2007 von Stephan Rammler gegründet. Es hat seinen Sitz auf dem ARTmax-Gelände der ehemaligen Braunschweiger Blechwarenfabrik. Das aus vierzehn Wissenschaftlern bestehende Institut beschäftigt sich mit der postfossilen Zukunft der Mobilität. Geschäftsführer ist Michael Grasshoff. Hervorgegangen ist die Einrichtung aus dem seit 2002 an der Hochschule für Bildende Künste Braunschweig bestehenden Forschungsschwerpunkt Transportation Design & Social Sciences.

## Forschung und Lehre
Die transdisziplinär arbeitenden Wissenschaftler aus den Sozialwissenschaften, der Psychologie, den Ingenieurwissenschaften und dem Design beschäftigen sich mit der Erforschung und Gestaltung von nachhaltigen Mobilitätsprodukten, -systemen und -dienstleistungen. Über das reine Produktdesign hinausgehend wird deren individuelle und soziale Akzeptanz untersucht. Das Institut für Transportation Design verfolgt das Ziel, klassisches Transportation Design mit Wissenschaft zu verbinden.
Das Institut ist Projektpartner des Schaufensters Elektromobilität der Metropolregion Hannover-Braunschweig-Göttingen-Wolfsburg.
Seit dem Sommersemester 2010 ist am ITD der Studienabschluss Master of Arts in Industrial Design/Transportation Design möglich.

## Organisation
Das Institut für Transportation Design vereinigt die Fachdisziplinen Sozialwissenschaften, Designwissenschaft und Ingenieurwissenschaften.